# El'nja
El'nja (in russo Ельня?) è una cittadina della Russia europea, situata nell'oblast' di Smolensk a circa 80 km da Smolensk, sorge sulle rive del Desna. Menzionata in alcuni documenti del XII -XIII secolo, ricevette lo status di città nel 1776 ed è capoluogo dello El'ninskij rajon.